# Chiesa Grande (Haarlem)
La Chiesa Grande o chiesa di San Bavone (in olandese Sint-Bavokerk o semplicemente Grote-Kerk, lett. "Chiesa Grande") è il principale edificio di culto calvinista della città di Haarlem, nei Paesi Bassi.
Rappresenta il più importante monumento cittadino, una delle più grandi chiese dei Paesi Bassi e uno dei migliori esempi dell'architettura gotica del Paese secondo le inflessioni dettate dallo stile gotico brabantino. La chiesa, cattedrale di Haarlem fino al 1578 quando diviene protestante, è dedicata al monaco belga San Bavone di Gand.

## Storia

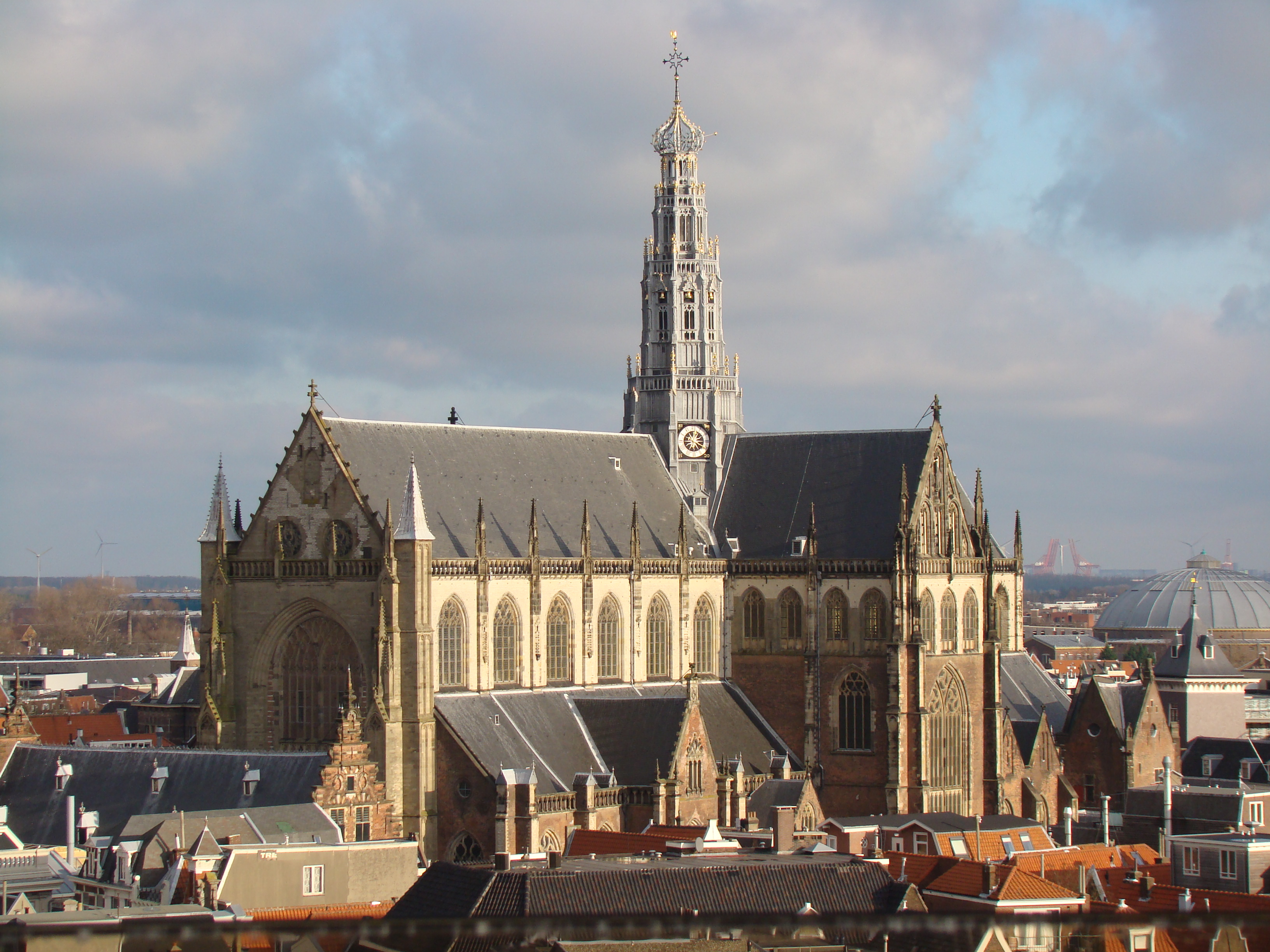
Veduta sulla città

Diverse chiese parrocchiali, costruite prima in legno, poi in pietra, sorgevano al posto dell'attuale edificio. Un grande incendio, sviluppatosi nel 1370, distrusse l'ultima chiesa di questa serie, eretta in stile romanico e si decise di edificarvi un nuovo edificio.
La costruzione iniziò dal coro, svoltasi probabilmente sotto la guida di Engelbrecht di Nivelles, compiuto nel 1400. Il resto dell'edificio venne eretto su progetti dell'architetto bruxellese Everaert Spoorwater fra il 1445 e il 1500. Il cantiere continuò con l'elevazione del transetto e della crociera; la costruzione delle tre navate si protrasse dal 1471 al 1483. Nel progetto di Spoorwater erano presenti due torri campanarie ai lati della facciata occidentale, che finalmente non vennero mai realizzati.
Nel 1502 fu affidata a Cornelis de Wael, già architetto del duomo di Utrecht, la costruzione di una torre-guglia sopra la crociera; alla sua morte, nel 1505, gli successe Antoon I Keldermans. Fra il 1514 e il 1517, a causa di alcuni problemi di staticità, l'altezza della torre fu ridotta e, nel 1520 venne infine elevata la lanterna odierna su progetto di Jacob Symonsz. van Edam, a cui venne poi aggiunto, nel 1663, il carillon.
Nel 1559 la chiesa è stata consacrata ed è diventata cattedrale della diocesi di Haarlem, mantenendo questo ruolo fino al 1578, quando venne confiscata e profanata e destinata al culto calvinista, come è tuttora (2012).

## Descrizione

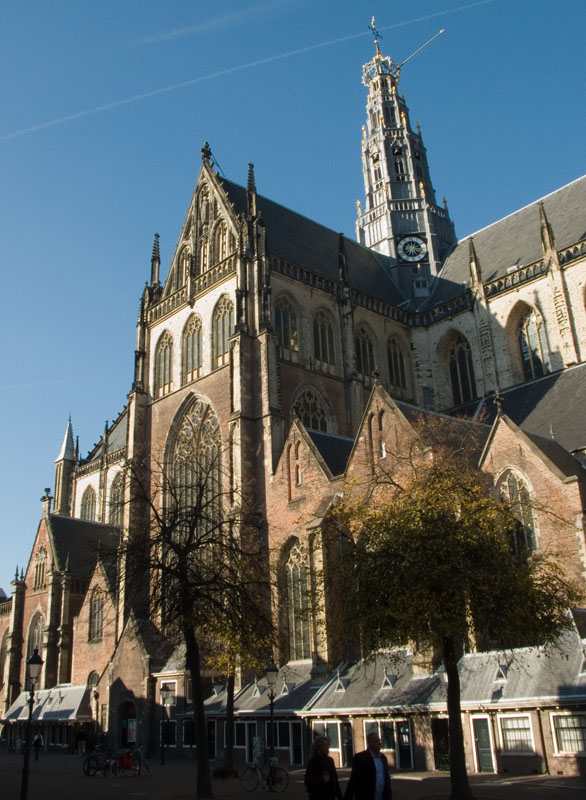
Il transetto e la torre

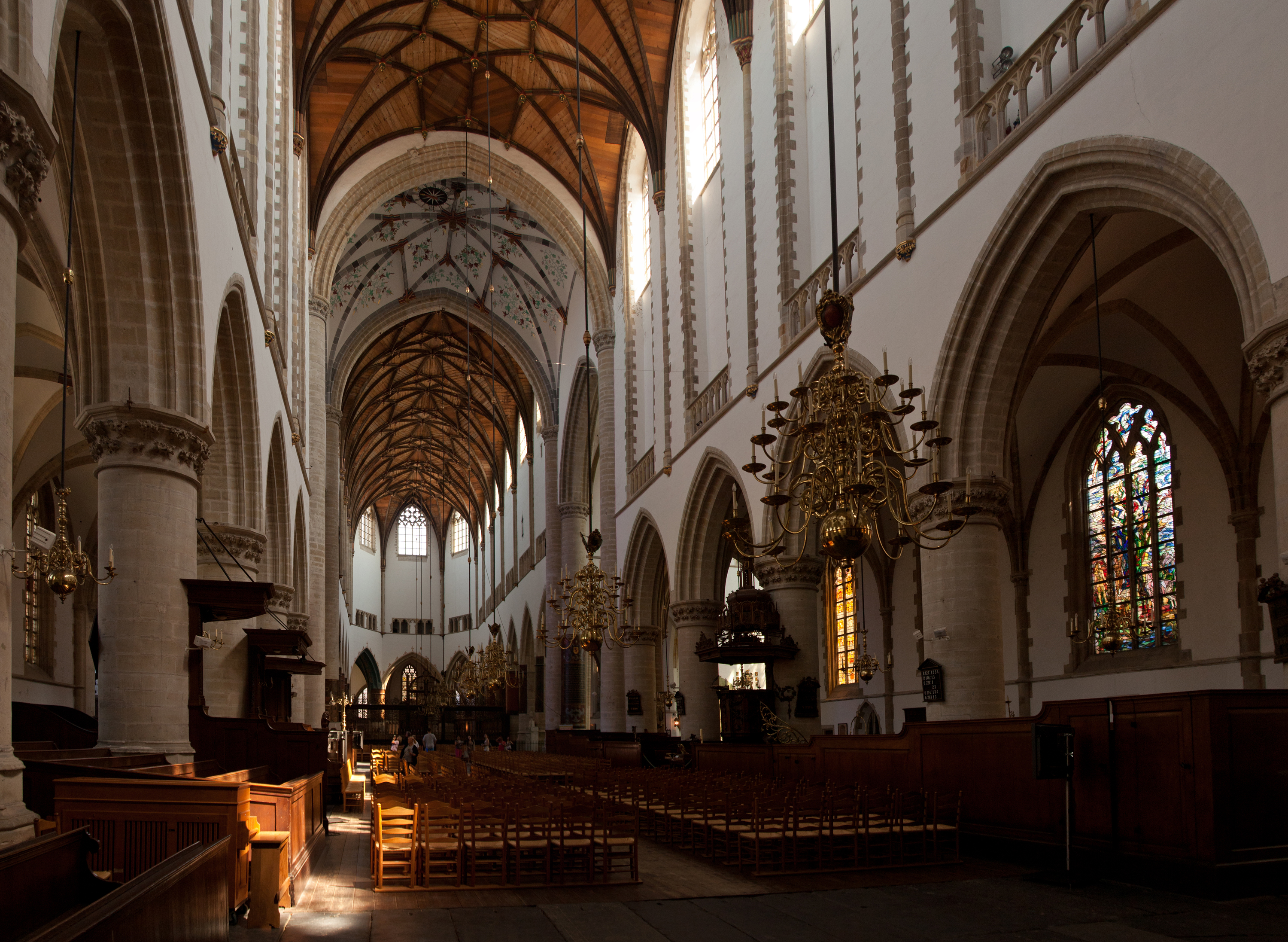
L'interno

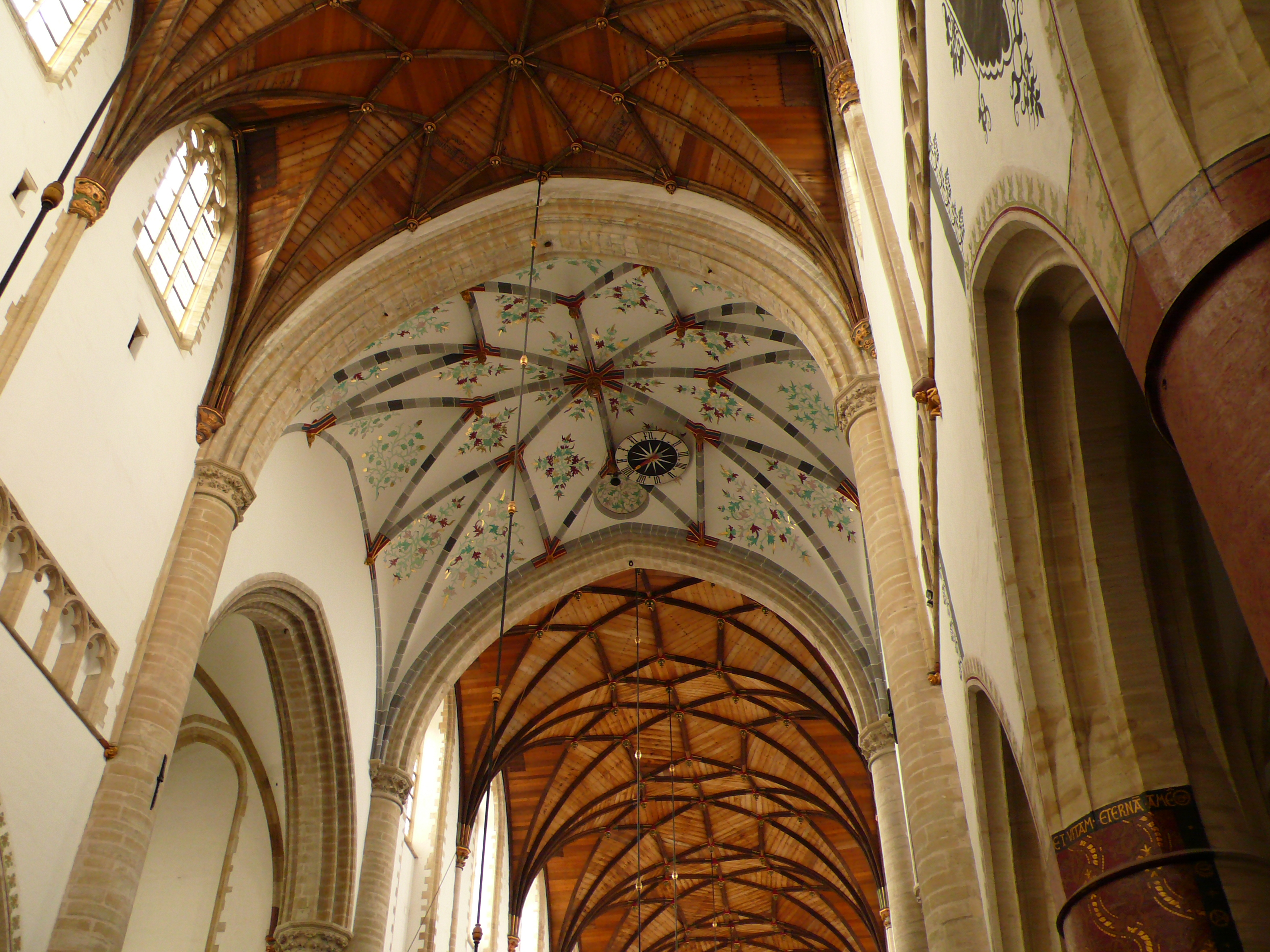
Le volte lignee

### Esterno
La chiesa di San Bavone sorge nel centro storico di Haarlem, e si affaccia sul Grote Markt, la piazza centrale della città.
All'esterno, la grande chiesa a croce latina è rimasta incompiuta. La facciata, che nel progetto originario doveva essere affiancata da due campanili, presenta una grande polifora gotica murata e, nella parte inferiore, il doppio portale caratterizzato dalle porte laccate di rosso. Nella parte superiore della facciata, a forma di timpano triangolare affiancato da due alte guglie, vi sono due rosoni circolari.
Lungo le fiancate della chiesa, prive di archi rampanti, si aprono le immense quadrifore del cleristorio, intervallate da guglie, e delle navate laterali. All'incrocio fra la navata centrale, il transetto e il coro, si eleva la torre campanaria, alta 74 metri, terminata nel 1520. Decorata con bifore in stile gotico, è costituita da quattro ordini ottagonali sovrapposti sormontati in alto da una lanterna traforata a forma di corona.

### Interno
L'imponente interno della chiesa, a pianta a croce latina con transetto e coro a deambulatorio, è diviso in tre navate da archi ogivali poggianti su colonne circolari in pietra e sormontati dai livelli del finto triforio e del cleristorio, quest'ultimo aperto dai grandi finestroni. Le navate laterali sono coperte da volte a crociera in muratura, mentre quelle della navata centrale e del transetto sono a volta composita in legno del XV-XVI secolo; con i suoi 43 metri d'altezza, è la chiesa più alta dei Paesi Bassi.
A metà della navata centrale vi è il presbiterio, costituito dal tavolo della Santa Cena e dal soprastante pulpito ligneo realizzato nel 1434 e arricchito nel 1679, decorato da sculture di gusto gotico e barocco. Lungo la navata di destra si aprono varie cappelle laterali, fra cui quella battesimale, dove si trova murata una palla di cannone, in memoria dell'assedio spagnolo del 1573. Nell'abside il coro è delimitato da una transenna lignea gotica che si apre sulla crociera con una magnifica ed elaboratissima cancellata tardo gotica in rame realizzata fra il 1509 e il 1517. All'interno del recinto sono i preziosi stalli del coro gotici realizzati fra il 1512 il 1535; inoltre vi è custodito un monumentale leggio in ottone del 1499. Al centro dell'area absidale vi è la lastra tombale del pittore Frans Hals.

## Organi a canne

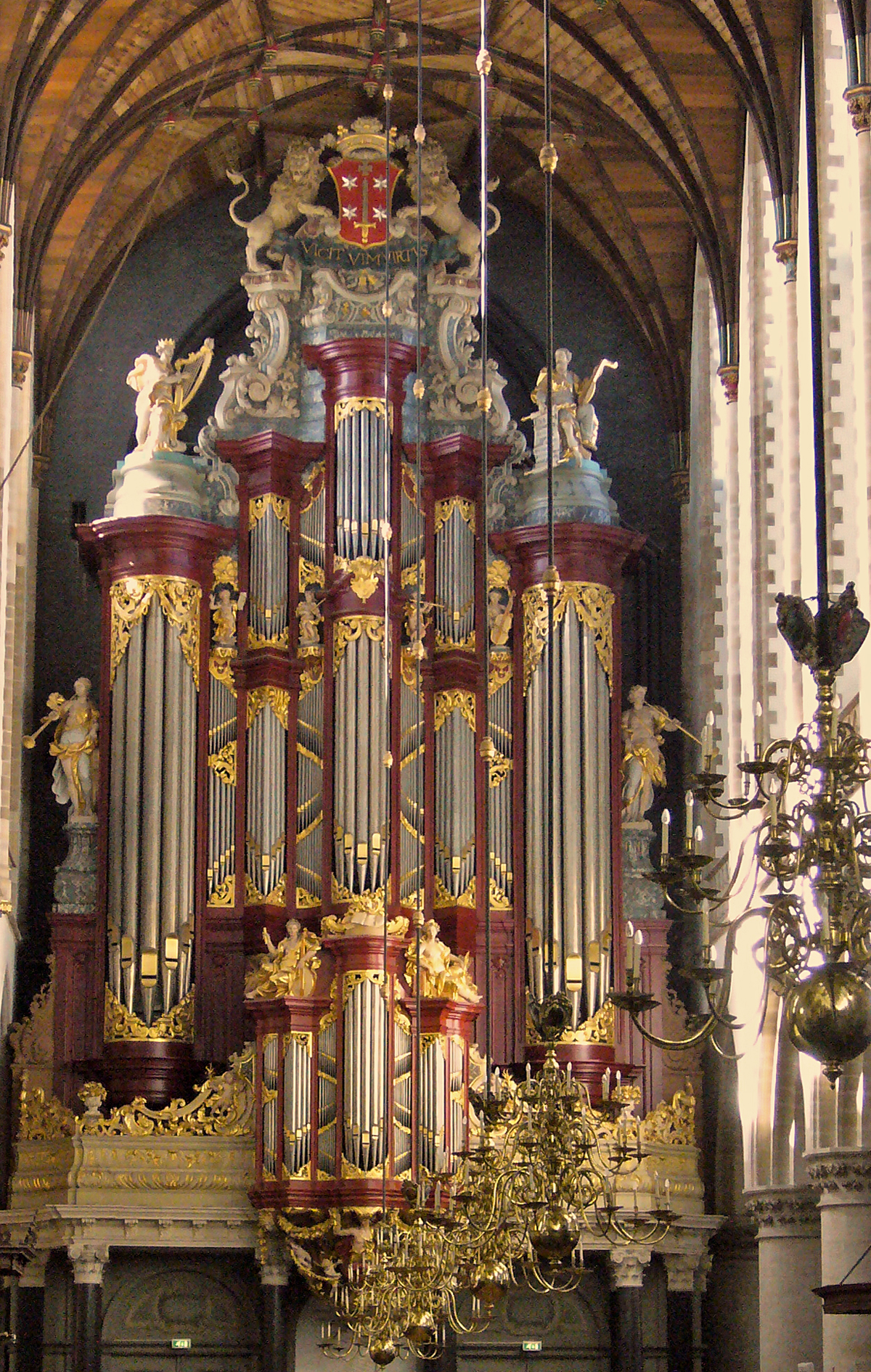
Il grande organo Müller

Gli organi della chiesa di San Bavone ad Haarlem sono tre strumenti:
- l'organo maggiore è situato nella navata centrale, in controfacciata, e venne costruito da Christian Müller tra il 1735 e il 1738; dispone di 64 registri su tre tastiere e pedaliera e vi suonarono anche Georg Friedrich Händel e Mozart;
- l'organo del coro è situato nella prima campata di sinistra del deambulatorio dell'abside ed è stato costruito da Frederik Knoblo tra il 1680 e il 1682; dispone di 11 registri su un'unica tastiera e pedaliera;
- l'organo della cappella Brouwers, costruito dalla ditta Verschueren nella seconda metà del XX secolo; dispone di 18 registri su due tastiere e pedaliera.